# Christopher Turk
Il dottor  Christopher Duncan Turk, chiamato semplicemente Turk, è un personaggio fittizio interpretato da Donald Faison nella serie televisiva statunitense Scrubs.

## Profilo
Turk è il migliore amico ed ex compagno di camera del protagonista della serie, J.D., sin dal college. È un chirurgo all'ospedale Sacro Cuore ed è sposato con Carla Espinosa, un'infermiera della medesima struttura. La sua nascita probabilmente è avvenuta attorno al 1976 o 1977, poiché si sa che ha iniziato l'università nel 1993/1994. Inoltre, nel dodicesimo episodio della sesta stagione, Turk racconta che a 16 anni la madre gli comunicò che la carriera di Michael Jordan era finita: effettivamente, all'inizio del '93 l'atleta si era ritirato dalla pallacanestro, per poi tornare nel '95.
Turk è una persona estremamente competitiva. Afferma che la sua natura competitiva lo ha portato "a dare il tutto per tutto" durante gli studi e, inoltre, la cita come la ragione principale per la quale è diventato un chirurgo (Le mie vanterie a letto e oltre). Può essere visto frequentemente durante la serie mentre gioca a pallacanestro fuori dall'ospedale, o con J.D. in giochi infantili e competitivi (quali "bistecca", nel quale vince chi finisce per primo un'enorme bistecca, "insassato", nel quale si vince se si riesce ad infilare della ghiaia nelle scarpe di qualcuno mentre lui non vede, o infine "trova il cracker").
Al di sopra di tutto ama l'autocompiacimento, quando vince o anche solo quando si ritiene soddisfatto si diverte a cantare o a ballare, per lui è quasi involontario, chiaro riflesso del suo carattere egocentrico e narcisista, sebbene egli affermi (in maniera poco credibile) di essere una persona umile e modesta.
È un amante dello sport, pratica la pallacanestro durante il suo turno pausa, ai tempi del liceo giocava anche a football, e frequenta spesso la palestra del Sacro Cuore insieme a sui colleghi dell'ospedale, ma quando suda tende a puzzare di uova. Gli piacciono anche i videogiochi. In Il mio regno si scopre che ai tempi dell'università faceva danza classica, cosa per la quale prova imbarazzo.
Nell'episodio La mia torta gli è stato diagnosticato il diabete, dal momento che ha sempre mangiato molti cibi dolci. Dopo tale diagnosi è stato costretto a limitare il numero di dolci da mangiare, praticamente soltanto uno all'anno. In La mia virilità si apprende che a Turk è stato asportato un testicolo per via di una torsione testicolare dato che la figlia lo aveva colpito con un calcio.
Benché la madre sia una testimone di Geova, Turk è un cristiano praticante, con ogni probabilità cattolico.

## Storia familiare
Turk ha almeno due fratelli, Kevin (interpretato da D.L. Hughley) e Jabbari (che in realtà si chiama Bob e non è mai apparso). Accenna inoltre ad una sorella, ad una "zia bipolare" chiamata Leslie e a tre cugini: Nfume, George, Shedaisy. Sua madre si chiama Margaret e compare due volte: una in Il mio vecchio ed un'altra ne Il matrimonio del mio migliore amico, dove è stata interpretata da Hattie Winston. Turk inoltre ha accennato a una nonna, che ha assistito alle sue nozze con Carla e addosso alla quale ha vomitato Danny (la sorella di Jordan Sullivan).
Nell'episodio Mio fratello, il mio custode, Kevin rivela che è stato lui a pagare l'università e la scuola di medicina a Turk. Ne Il mio vecchio, Turk dice che sua madre non ha mai apprezzato nessuna delle sue fidanzate, non azzeccando mai i loro nomi.
Turk si sposerà poi con Carla alla fine della terza stagione da cui avrà due figlie: Isabella e un'altra dal nome sconosciuto, perché la serie si conclude prima della sua nascita.

## Rapporti con gli altri personaggi

### J.D.
Turk e J.D. sono tanto amici da considerarsi a vicenda come fratelli. La loro amicizia dura da molti anni: sono stati compagni di camera al college (il College of William and Mary a Williamsburg, in Virginia) e hanno proseguito gli studi insieme, con il tirocinio e l'internato, fino ad essere diventati entrambi di ruolo nello stesso ospedale. Hanno entrambi uno stupido senso dell'umorismo: ad entrambi piace ballare "il robot", fingono di essere il "medico siamese multietnico" o il medico gigante e inventarsi giochi stupidi come "trova il cracker". A J.D. piace dire alla gente che il secondo nome di Turk è Duncan perché a suo padre piacevano le ciambelle (come il franchising di ciambelle "Dunkin' Donuts"), mentre a Turk piace dire in giro che suo cugino è Tiger Woods. Lui e J.D. possiedono un Golden Retriever impagliato di nome Rowdy, che curano come un cane vero. Progettano di avere un giorno un robot che chiameranno 2Pac e un cane guida, Gizmo, se il diabete di Turk si complicherà. Nonostante queste abitudini infantili, la loro amicizia è profonda e sanno affrontare discorsi seri e adulti.
Sembra che tra i due esista una vera e propria codipendenza, capiscono all'istante l'uno lo stato d'animo dell'altro, il loro è praticamente paragonabile a un matrimonio surrogato, nell'ottavo episodio della settima stagione Turk ha affermato «un po' sposati lo siamo». L'unica cosa che li rende differenti è il fatto che Turk dà più importanza a principi come la competizione e la mascolinità, tanto che persino lui, in rari casi, fatica ad accettare totalmente l'eccessiva emotività dell'amico e le sue manifestazioni d'affetto.

### Carla
Carla attira su di sé gli occhi di Turk al primo approccio e presto acconsente ad uscire con lui. Dormono assieme per la prima volta nell'episodio I miei due padri e confessano il loro amore durante la stessa stagione, in Il mio stare in equilibrio. Ne Il mio strazio, il loro rapporto è messo in discussione quando Carla scopre non solo che il dottor Cox è innamorato di lei, ma che Turk lo sa. Nella seconda stagione, Carla rimane incerta sulla proposta di nozze di Turk, ma alla fine accetta. Trascorrono tutta la terza stagione a progettare le loro nozze, avvenute con alcuni problemi alla fine della stessa.
Nella quarta stagione, l'unione tra Carla e Turk è messa a dura prova in due occasioni: quando Turk si tiene in contatto telefonico con una sua ex del college tralasciando di dirle che è sposato; e quando Carla e J.D. si danno "un bacio in amicizia" dopo essersi ubriacati la sera prima. Turk e Carla riparano il loro rapporto, e lui acconsente a provare ad avere un bambino verso la fine della stagione. Carla si scopre incinta nel sedicesimo episodio della quinta stagione, La mia idea geniale, nella quale J.D. capisce che rimarranno insieme per sempre.
La piccola Isabella nasce nella sesta stagione, nell'episodio Il mio bambino e il bambino del mio migliore amico. Subito dopo il parto, Carla inizia ad avere gravi crisi post-parto, che con l'aiuto di Turk e di alcuni specialisti riesce a superare.
Essendo per Carla molto importante mantenere il contatto con le proprie radici latinoamericane e trasmetterle alla figlia, le parla di nascosto in spagnolo in assenza del marito, così Turk decide di imparare lo spagnolo tramite un corso su iPod, cosa che rende assai felice la moglie.
Un dettaglio assai strano del rapporto con Carla è che, sia da fidanzati che da sposati, quest'ultima si rivolga al marito chiamandolo per cognome, usando invece il nome proprio solo quando è molto arrabbiata con lui.

### Elliot
Elliot e Turk sono amici, a volte si consigliano in momenti difficili, altre intavolano pesanti discussioni. Va sottolineato che Turk è probabilmente il primo, tra i colleghi di lavoro di Elliot, che è stato realmente suo amico nonché il primo a venirle in aiuto quando la vedeva in difficoltà. Ne Il mio cavolo, Turk si offende con Elliot perché non ha memorizzato il suo numero di telefono nel cellulare. Ne La mia interpretazione Turk ha una serie di sogni erotici riguardo Elliot, ma Carla lo rassicura e rivela di averne anche lei. Turk inoltre odia il fatto che Elliot è repubblicana, essendo lui democratico. Nell'episodio La mia luna piena Elliot ammette che non le sarebbe dispiaciuto se tra lei e Turk fosse nato un sentimento amoroso.

### Dott. Kelso
Nelle prime stagioni Turk e Kelso hanno un normale rapporto tra superiore e dipendente. Dopo essersi ubriacato al matrimonio di Carla e Turk, il dott. Kelso comincia chiamare Turk "Turkelton" o "Turkelberry" e, anche dopo essersi assicurato che il suo vero nome è Turk, lo continua a chiamare Turk Turkelton. Comincia anche a chiamare Carla "signora Turkelton" e "infermiera Turkelton". Essendo Kelso il suo capo Turk cerca di essere rispettoso nei suoi riguardi, ma in alcuni episodi non ha esitato a sfidarlo o a umiliarlo con scherzi meschini, addirittura anche a ricattarlo per un tornaconto personale, effettivamente (seppur non con la stessa frequenza di Perry) è uno dei pochi che osa mettersi contro di lui.

### Dott. Cox
Con Cox condivide l'amore per lo sport e l'attività fisica in generale e in un primo momento anche l'amore di Carla. Con il tempo diventano rivali sia in campo sportivo (soprattutto nella pallacanestro) sia in campo medico. Cox convince definitivamente Carla a sposare Turk definendolo un bravo ragazzo, seppur un chirurgo. Nonostante Cox detesti i chirurghi egli considera Turk uno dei migliori nel suo campo, stima che seppur celata verrà poi proclamata nell'ottava stagione, in cui Turk, dopo diversi compromessi, riuscirà a ricevere la promozione a primario di chirurgia. Altra ragione per cui Perry lo ritiene il "meno peggio" tra i chirurghi del Sacro Cuore è il fatto che, dopo avere fatto per un giorno il medico anziché il chirurgo, Turk (per avere l'approvazione di Cox, proprio come J.D.) abbia deciso di approfondire i problemi dei pazienti e di indagare sulle cause e gli effetti, senza limitarsi a operare nell'ignoranza di quanto accadesse al paziente.